# インドラマ・ポリマー
インドラマ・ポリマー（英語: Indorama Polymers略称IRP）は、タイでポリマー樹脂の製造を行う企業。
インド資本の会社で、2005年8月にタイ証券取引所に上場し、ペットボトルや素材関連の事業を主に行っている。
SET 100 Indexの採用銘柄である。(2008年2月現在)
本社はアソーク駅近くのオーシャンタワーⅡビル内にある。